# Muhammed Iqbal
Sir Muhammed Iqbal (født 9. november 1877 i Sialkot, død 21. april 1938 i Lahore) var en digter og filosof fra det nuværende Pakistan.
Iqbal var en af de første, der stod frem for at kræve dannelsen af en selvstændig pakistansk stat. Det skete i 1930.
| Biografi | Spire Denne biografi er en spire som bør udbygges. Du er velkommen til at hjælpe Wikipedia ved at udvide den. |

1. ↑  Navnet er anført på nynorsk og stammer fra Wikidata hvor navnet endnu ikke findes på dansk.